# Гайні Петро Уварович
Гайні Петро Уварович (06.09.1910, с. Салдаманово Лукояновського р-ну Нижегородської обл. — 17.10.1968, м. Саранськ) — ерзянський поет та перекладач.
Народився на Нижегородщині в ерзянській селянській родині. На початку 1930-х років закінчив Горьківський робітничий факультет і Мордовський аграрно-педагогічний інститут Викладав у Кемлянському сільсько-господарському технікумі, співпрацював із кочкуровською районною газетою «Якстере колхоз» («Червоний колгосп»). У лавах РСЧА взяв участь у Другій світовій війні, спецкор фронтової газети «Советский воин», співпрацював із фронтовими газетами як поет-пісняр.
Помер 17 жовтня 1968 р. Похований в Саранську.

## Творчість
У післявоєнні роки працював у Мордовському книжковому видавництві. Першого вірша «Кизэнь чи» (ерз. «Літній день») опублікував у 1932 р. в лукояновській газеті «Вейсэнь эрямо» (ерз. «Коллективная жизнь»). Перший поетичний збірник — «Гайгек, вайгель!» (ерз. «Дзвени, голосе!») був опублікований у 1933 р. Гайні є автором 6 поетичних збірок (4 з яких перекладені російською мовою), документальних поем, балад, комедій, од, романсів тощо.
Перекладав твори О. Пушкіна, М. Лермонтова, І. Буніна, Т. Шевченка, казку П. Єршова «Конек-Горбунок», повість Ю. Фучика «Слово перед казнью» ерзянською мовою.
Найсвітліші сторінки своїх творів Гайні присвятив ерзянському народові, батьківщині. Його провідна лірична тема — утвердження прекрасного в житті, природі, людині. Для його творчості властива пильна увага до моральних проблем.
Твори Гайні опубліковані в перекладах російською, чуваською, марійською мовами. Гайні — член Спілки письменників СРСР.